# Toxic (cântec de Britney Spears)
„Toxic” este un cântec al interpretei americane Britney Spears pentru cel de-al patrulea ei album de studio, In the Zone (2003). Piesa a fost compusă și produsă de Pontus Winnberg (cunoscut profesional sub numele de Bloodshy & Avant), iar Cathy Dennis și Henrik Jonback au contribuit în calitate de textieri suplimentari. Melodia a fost lansată la 13 ianuarie 2004 drept cel de-al doilea disc single extras de pe album sub egida casei de discuri Jive Records. Inițial, cântecul i-a fost oferit artistei Kylie Minogue pentru cel de-al nouălea ei material discografic de studio, Body Language (2003), însă aceasta l-a respins. După ce a încercat să aleagă între piesele „(I Got That) Boom Boom” și „Outrageous” pentru a fi lansate ca single, Spears a ales „Toxic” în schimb. Din punct de vedere muzical, este un cântec dance cu elemente din muzica bhangra și o instrumentație variată ce include baterie, sintetizatoare, și chitare de surf. Structura include, de asemenea, coarde Bollywood ascuțite, preluate din cântecul „Tere Mere Beech Mein” (1981) a lui Lata Mangeshkar și S. P. Balasubrahmanyam, iar Spears cântă cu o voce șoptită. Versurile melodiei conțin o metaforă extinsă a unui iubit comparat cu un drog periculos, dar care provoacă dependență.
„Toxic” a primit aclamații din partea criticilor de specialitate, aceștia considerându-l unul dintre cele mai bune cântece de pe albumul In the Zone și lăudând atât refrenul, cât și ante-refrenul. Piesa i-a oferit lui Spears primul ei premiu Grammy, câștigând la categoria „Cea mai bună înregistrare dance” la cea de-a patruzeci și șaptea ediție a galei de premii (2005). De asemenea, melodia a obținut succes comercial pe plan mondial, devenind un șlagăr de top cinci în cincisprezece țări și clasându-se în fruntea ierarhiilor din Australia, Canada, Irlanda, Norvegia, Regatul Unit și Ungaria. În Statele Unite, „Toxic” a devenit cel de-al patrulea single de top zece în clasamentul Billboard Hot 100, poziționându-se pe locul nouă. Videoclipul muzical pentru cântec a fost regizat de Joseph Kahn și include referințe către lungmetrajele Vânătorul de recompense, Șapte ani de căsnicie, și filmele lui John Woo. Clipul o prezintă pe cântăreață în rolul unui agent secret, în căutarea unei sticluțe cu lichid verde. După ce reușește să o fure, intră într-un apartament și își otrăvește iubitul infidel. Videoclipul include, de asemenea, scene intercalate cu Spears dezbrăcată și purtând diamante pe tot corpul său. În urma incidentului lui Janet Jackson în spectacolul din pauza meciului de fotbal Super Bowl XXXVIII, videoclipul a fost considerat prea indecent pentru postul de televiziune MTV, fiind mutat în lista cântecelor difuzate pe timpul nopții.
Spears a interpretat „Toxic” în câteva apariții din mass-media, printre care ediția din 2004 a premiilor NRJ Music, precum și în trei dintre turneele ei. A fost numărul de deschidere al turneului The Onyx Hotel (2004), unde artista a cântat stând în vârful unui autobuz și purtând un costum mulat negru; solista a interpretat versiuni remixate ale melodiei în turneele The Circus Starring Britney Spears (2009), Femme Fatale (2011) și Britney: Piece of Me (2013–2017). „Toxic” a fost interpretat în versiuni cover de către artiști precum Mark Ronson, A Static Lullaby, Reece Mastin și Ingrid Michaelson, dar și în cadrul serialului de televiziune Glee. Piesa apare în filme precum Un pic însărcinată și Tu, din nou!, dar și în serialul Doctor Who. Cântecul a fost inclus în listele publicațiilor Pitchfork, NME și Rolling Stone, fiind considerat unul dintre cele mai bune melodii ale deceniului. În luna iunie a anului 2017, o variantă demonstrativă a piesei „Toxic” ce conține vocea lui Spears needitată a apărut în mod ilegal pe YouTube.

## Informații generale
Cântecul „Toxic” a fost compus de Cathy Dennis, Henrik Jonback, Christian Karlsson, Pontus Winnberg și Sameer Chhabra din echipa de producție Bloodshy & Avant, în timp ce producția a fost realizată de cei doi din urmă. Melodia a fost oferită în mod inițial artistei Kylie Minogue pentru cel de-al nouălea ei album de studio, Body Language (2003), însă aceasta l-a respins. Minogue a comentat mai târziu: „Nu am fost deloc supărată atunci când a avut succes pentru ea. E ca un pește care îți scapă printre degete. Pur și simplu trebuie să accepți.” „Toxic” a fost înregistrat la studiourile Murlyn din Stockholm, Suedia, și la Record Plant în Hollywood, California. Mixajul a fost realizat mai târziu de către Niklas Flyckt la studiourile Khabang din Stockholm. În luna decembrie a anului 2003, MTV News a anunțat faptul că după ce a încercat să aleagă între „(I Got That) Boom Boom” și „Outrageous” pentru a fi lansate drept cel de-al doilea single de pe In the Zone, Spears a ales „Toxic” în schimb. Artista a spus că este „un cântec ritmat. Este foarte diferit, de aceea îmi place atât de mult.”
La 5 iunie 2017, o versiune demonstrativă a melodiei a apărut în mod ilegal pe internet. Varianta conține instrumentalul și vocea originală și needitată a lui Spears. În ciuda așteptărilor precum că această versiune ar confirma suspiciunile legate de vocea naturală solistei fiind mediocră, a primit, în general, un răspuns pozitiv.

## Structura muzicală și versurile
Din punct de vedere muzical, „Toxic” este un cântec dance clasic cu elemente din genul muzical bhangra, și o instrumentație variată alcătuită baterie, sintetizatoare, viori, și coarde ascuțite. Piesa conține, de asemenea, chitare de surf care, potrivit lui Caryn Ganz de la revista Spin, „se răsucesc și se avântă ca și cum ar fi fost aduse din the Matrix.” Linia melodică a fost comparată, de asemenea, cu coloanele sonore ale seriei de filme James Bond. Ante-refrenul din „Toxic” conține un fragment din „Tere Mere Beech Mein”, un cântec de pe coloana sonoră a filmului hindi Ek Duuje Ke Liye (1981). Cu toate acestea, preluarea nu este realizată literalmente, fiind mixate două secțiuni diferite ale piesei. Spears cântă cu o voce șoptită, iar câteva dintre versuri sunt inspirate de cântece ale muzicii clasice, precum „Zborul bondarului”, „Mica serenadă” sau „Dumky Trio”.
Potrivit unei partituri publicate pe Musicnotes.com de EMI Music Publishing, „Toxic” este compus în tonalitatea Do minor și are un tempo de 143 de bătăi pe minut. Vocea lui Spears variază de la nota joasă Fa3 la nota înaltă Sol5. Din punct de vedere al versurilor, „Toxic” vorbește despre a fi dependent de un partener. Solista își menționează viciul în versuri precum „Too high / Can't come down / Losing my head / Spinning round and round” (ro.: „Prea sus / Nu pot coborî / Îmi pierd mințile / Mă învârt de jur-împrejur”), interpretat în registrul vocal falset. Un redactor al companiei Popdust a considerat că este „Cel mai repetitiv vers, contribuind la farmecul bulversant și halucinant al cântecului.” „Toxic” se termină cu o încheiere în care Spears cântă versul „Intoxicate me now / With your lovin' now / I think I'm ready now” (ro.: „Intoxică-mă acum / Cu dragostea ta, acum / Cred că sunt pregătită acum.” Nick Southall de la revista Stylus Magazine a spus că versul o face pe Spears să sune ca și cum i-ar fi teamă de sex.

## Recepția criticilor

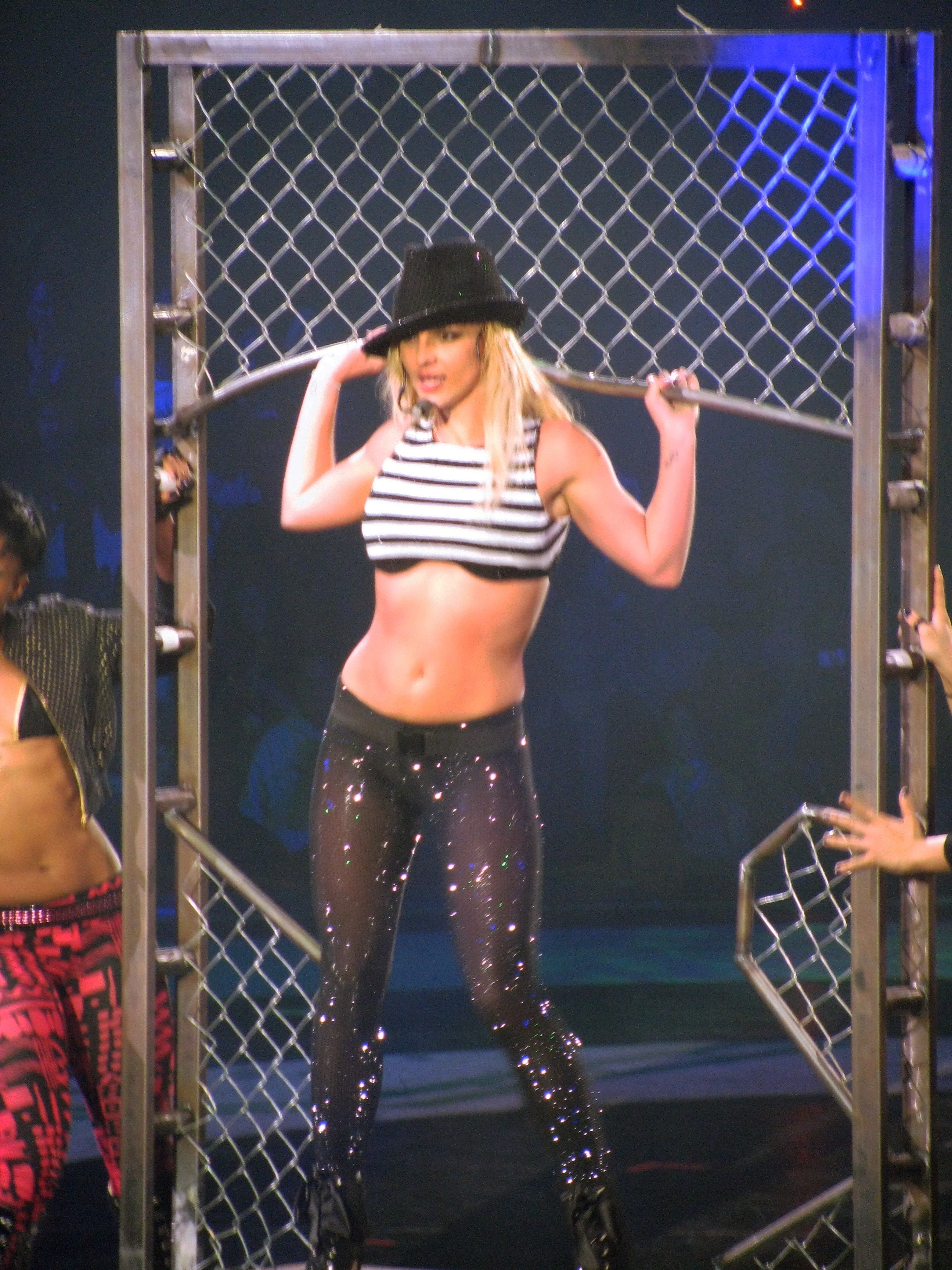
Spears cântând „Toxic” într-un concert din cadrul turneului The Circus Starring Britney Spears.

Cântecul a primit aclamații pe scară largă din partea criticilor de specialitate. Heather Richels de la revista The Paly Voice a complimentat ante-refrenul și natura captivantă a melodiei, considerând-o cea mai atrăgătoare piesă de pe album. . În timpul unei recenzii pentru turneul The Onyx Hotel, Pamela Sitt de la ziarul The Seattle Times l-a numit cel mai bun single al discului. Eric Olsen de la website-ul msnbc.com a spus că melodia ar putea deveni cel mai de succes hit de pe In the Zone, numind-o „extrem de captivantă”, în timp ce Caryn Ganz de la revista Spin a declarat că „Spears a dat lovitura cu «Toxic»”. Christy Lemire de la agenția Associated Press a spus că este unul dintre cele mai bune hituri ale lui Spears, opinând că este „incredibil de molipsitor”, în timp ce refrenul „te face să ierți imitația de Alias din videoclipul care acompaniază cântecul.” Stephen Thomas Erlewine de la website-ul Allmusic a fost de părere că „Toxic” și „Showdown” sunt „catifele irezistibile pentru urechi în ceea ce se dovedește a fi pe departe cel mai aventuros și ambițios album a lui Britney de până acum”. Într-o recenzie separată pentru compilația Greatest Hits: My Prerogative (2004), Erlewine l-a selectat drept unul dintre cele mai bune cântece de pe album, descriindu-l drept „un șlagăr rapid, halucinant și contagios”. Jeffrey Epstein de la revista Out a comparat sunetul inovator din „Toxic” cu cel din single-ul „Vogue” (1990) lansat de Madonna.
Sal Cinquemani de la Slant Magazine a spus că „Toxic” și „(I Got That) Boom Boom” o „surprind pe Britney cochetând cu muzica hip-hop, deși este clar faptul că inima ei rămâne pe ringule de dans din club.” Jamie Gill de la Yahoo! Music Radio a comentat că, „În numele corectitudinii, va fi remarcat faptul că «Toxic» și «Showdown» ar fi putut fi la fel de bune cântece pop și dacă ar fi fost în mâinile oricărui alt artist decât Spears.” Joan Anderman de la ziarul The Boston Globe a opinat că melodia „are un titlu bine ales și este o cascadă de glissando-uri frenetice și automate, și coarde mixate înfricoșător care îngroapă (singurul?) cel mai interesant refren de pe album într-o amestecătură mohorâtă”. Piesa a ocupat locul cinci în topul Pazz & Jop pentru anul 2004, realizat de revista The Village Voice. „Toxic” a primit o nominalizare la categoria „Cel mai bun cântec” la ediția din 2004 a galei de premii MTV Europe Music Awards, însă a pierdut în fața single-ului „Hey Ya!” lansat de Outkast. În mod concomitent, single-ul a câștigat un premiu la categoria „Cel mai bun single” la ediția din 2004 a premiilor Teen Choice. Publicația Pitchfork a listat cântecul pe locul trei în top cincizeci cele mai bune single-uri ale anului 2004. Rob Mitchum a spus că Spears „se comportă în sfârșit ca un adult, în loc să ne reamintească în mod constant că nu mai este o fată.”

## Performanța în clasamentele muzicale

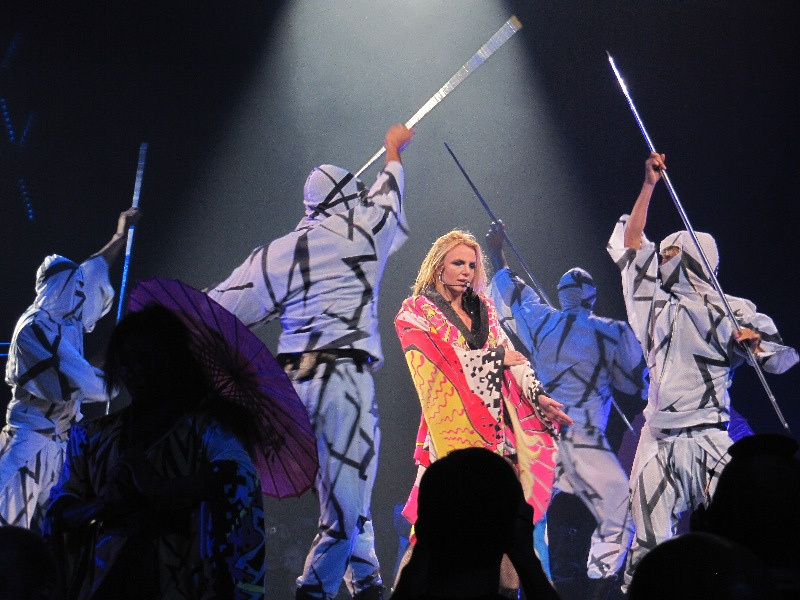
Spears interpretând „Toxic” în cadrul turneului Femme Fatale în 2011.

În Statele Unite, „Toxic” a debutat pe locul cincizeci și trei în clasamentul Billboard Hot 100 la 31 ianuarie 2004, fiind cel mai bun debut al săptămânii. La 27 martie 2004, cântecul a urcat pe locul nouă, devenind cel de-al patrulea ei single de top zece, precum și primul ei single care ajunge în top zece de la „Oops!... I Did It Again” în 2000. De asemenea, „Toxic” s-a clasat în fruntea topurilor Pop Songs și Hot Dance Club Songs. La 25 octombrie 2004, piesa a fost premiată cu discul de aur de către Recording Industry Association of America (RIAA) pentru depășirea pragului de 500.000 de exemplare vândute. Până în martie 2015, „Toxic” s-a vândut în 2.2 milioane de copii digitale în Statele Unite, potrivit datelor furnizate de Nielsen SoundScan. Este al cincilea cel mai bine vândut single a lui Spears în această regiune. Piesa a ocupat, de asemenea, prima poziție a ierarhiei Canadian Singles Chart.  În Australia, cântecul a debutat pe primul loc în topul australian, la 15 martie 2004, și și-a menținut poziția pentru două săptămâni. A primit discul de aur din partea Australian Recording Industry Association (ARIA) pentru cele peste 35.000 de unități expediate.
În Noua Zeelandă, „Toxic” a debutat pe locul treizeci și opt la 16 februarie 2004, și a ajuns pe poziția sa maximă, locul doi, la 29 martie 2004. Piesa și-a menținut poziția și în săptămâna următoare, nereușind să depășească vânzările singe-ului „Fuck It (I Don't Want You Back)” lansat de Eamon. La 7 martie 2004, „Toxic” a debutat pe prima poziție a clasamentului UK Singles Chart, devenind cel de-al patrulea single a lui Spears ce ocupă locul întâi în Regatul Unit. În luna aprilie a anului 2004, cântecul a fost premiat cu discul de argint de către British Phonographic Industry (BPI) datorită celor peste 200.000 de copii vândute. Conform The Official Charts Company, melodia s-a vândut în 426.000 de exemplare în această regiune. În România, „Toxic” a debutat pe locul nouăzeci și cinci în ierarhia Romanian Top 100, la 29 februarie 2004. Melodia a început să ascensioneze treptat, ajungând pe poziția sa maximă, locul patru, la 23 mai 2004. Piesa a petrecut trei săptămâni consecutive pe locul patru, și a acumulat un total de douăzeci și opt de săptămâni de prezență în clasament. „Toxic” a ocupat, de asemenea, un loc top zece în ierarhiile din toate țările în care a activat. Single-ul a ajuns pe locul întâi în Ungaria și Norvegia, s-a clasat în top cinci în Austria, Cehia, Danemarca, Elveția, Franța, Germania, Italia, Portugalia și Suedia, și a devenit un șlagăr de top zece în Belgia (Flandra și Valonia), Finlanda și Olanda.

## Videoclipul muzical

### Dezvoltare și lansare
„Asta face parte din strălucirea ei [...] Ea înțelege în totalitate că este obraznică și drăguță, că este «fata din vecini» care devine rea și te incită în mod constant”. 
Videoclipul cântecului „Toxic” a fost filmat pe o perioadă de peste trei zile, în decembrie 2003, pe un platou de filmare din Los Angeles, California. Clipul a fost regizat de Joseph Kahn, acesta lucrând anterior alături de Spears pentru videoclipul single-ului „Stronger” (2000). Montajul videoclipului a fost asigurat de David Blackburn, acesta lucrând, de asemenea, la montajul pentru „Womanizer” și „Do Somethin'”, iar Brad Rushing a fost cameramanul. Spears l-a contactat inițial pe Kahn cu schița unei povești despre un agent secret care caută răzbunare împotriva unui fost partener, idei pentru care Kahn a creat un scenariu. Conceptul artistei a fost aproape complet dezvoltat și detaliat, exemplificând scena în care aceasta varsă apă în poala unui pasager. Spears a spus că și-a dorit să facă parte din clubul „Mile High” și să fie o stewardesă care se sărută cu un bărbat în baie. Kahn a sugerat să îl facă pe bărbat gras, astfel încât „bărbatul obișnuit” să se simtă reprezentat. Spears i-a dezvăluit, de asemenea, o scenă în care aceasta urma să fie dezbrăcată și să aibă trupul acoperit de diamante. Kahn a susținut: „nu sunt sigur la ce mă gândeam atunci când mi-a spus despre această scenă, probabil la acele introduceri din filmele James Bond, însă fiecare videoclip are nevoie de o imagine memorabilă prin care să se remarce, și asta a fost”. Coregrafia din clip a rezultat dintr-o colaborare între Brian Friedman și Spears, fiecare scenă având mișcări structurate diferit în mod exclusiv. După ce scenariul a fost completat, Kahn a început să își contacteze prietenii și cunoștințele pentru a participa la videoclip, la fel ca în majoritatea proiectelor lui. Pasagerul din avion pe care Spears varsă apă este interpretat de directorul de casting al regizorului, în timp ce bărbatul gras este interpretat de asistentul directorului de casting. Rolul iubitului lui Spears este jucat de Martin Henderson, actorul din debutul regizoral a lui Kahn, Torque - Circuite de Foc (2004).
Pentru cadrele în care este dezbrăcată, Spears a rugat majoritatea persoanelor aflate pe platourile de filmare să îl părăsească, filmând scenele alături de Kahn, Blackburn și Rushing. Artista a filmat, de asemenea, secvențe în care dansează printr-un hol de lasere imaginare în fața unui ecran verde, moment descris de Kahn drept „incredibil de urmărit”. Ultimele scene în care Spears își ucide iubitul l-au îngrijorat pe regizor, fiind de părere că ar trebui cenzurate. El a explicat: „trucul a fost să facem [videoclipul] să arate pop în același timp”, spunându-i lui Henderson „«Ți-ar plăcea să fii sărutat de Britney Spears?»”. Potrivit lui Kahn, scena cu zâmbetul schițat de Henderson înainte ca Spears să îi toarne otravă în gură a fost filmată înainte de cenzurări. În ciuda faptului că artista urma să fie implicată în procesul de montaj alături de Blackburn, aceasta nu l-a mai contactat pe Kahn în urma scandalului din mass-media cu privire la căsătoria ei din Las Vegas. „Toxic” este cel mai scump videoclip a lui Spears de până acum, costurile ridicându-se la un milion de dolari. Clipul a avut premiera la emisiunea Making the Video difuzată pe MTV la 13 ianuarie 2004. În următoarea zi, cântăreața a apărut la emisiunea TRL pentru premiera oficială. Clipul a fost lansat ulterior pe DVD-ul In the Zone. O versiune karaoke alternativă ce conține scena cu diamante a fost inclusă pe DVD-ul Greatest Hits: My Prerogative.

### Sinopsis

Spears care apare purtând numai diamante pe corp într-o captură de ecran din videoclipul melodiei „Toxic”.

Videoclipul începe cu o scenă în care este prezentat un avion ce zboară înconjurat de numeroși porumbei, făcând referire la lucrările regizorului John Woo, originar din Hong Kong. Spears apare cu păr blond și costumată drept o însoțitoare de zbor ce primește un apel telefonic. După ce servește câțiva pasageri, artista conduce un bărbat supraponderal și de vârstă mijlocie către baie, seducându-l. Ea îi îndepărtează masca pentru a dezvălui un bărbat atractiv (Matthew Felker) care se ascundea dedesubtul ei, și îi fură un card de acces negru în timp ce se sărută. Spears este înfățișată mai apoi stând pe bancheta din spate a unei motociclete Ducati 999 condusă de un bărbat la bustul gol (Tyson Beckford) într-un Paris futurist, comparat cu filmul Vânătorul de recompense (1982). Solista poartă un costum mulat negru și are părul roșcat, o ținută inspirată de personajul lui Sydney Bristow din serialul de televiziune Alias. Ei depășesc o femeie și îi ridică fusta, un omagiu adus emblematicei scene interpretate de Marilyn Monroe în filmul Șapte ani de căsnicie (1955).  Cei doi depășesc, de asemenea, două femei ce se pipăie erotic într-o vitrină de magazin.
Pe parcursul videoclipului sunt intercalate scene în care Spears apare dezbrăcată, având trupul acoperit de diamante. Aspectul a fost comparat cu videoclipul pentru single-ul „The Man with the Child in His Eyes” lansat de Kate Bush în anul 1978. Spears intră mai apoi în sectorul industrial Toxic, și obține acces către un seif din care fură un flacon de otravă verde. Cântăreața declanșează accidental o capcană cu laser în stilul filmului Misiune: Imposibilă atunci când părăsește camera, evadând prin mișcări de dans elaborate, inclusiv o săritură cu rostogolire pe spate. Secvența este urmată de cadre în care Spears poartă un costum negru de super-eroină, și are păr negru. Ea escaladează o clădire și intră în apartamentul în care iubitul ei infidel (Henderson) o așteaptă. Artista îl sărută înainte de a-i turna otrava în gură, omorându-l. Spears îl sărută din nou, și sare pe fereastră, aterizând înapoi în avion. Ea poartă costumul de însoțitoare de zbor, și face cu ochiul la cameră. Videoclipul se încheie cu un cadru al avionului ce zboară înconjurat de porumbei, ca în început.

### Recepție și impact în cultura pop
Jennifer Vineyard de la MTV a comparat videoclipul lui „Toxic” cu cel al piesei „Cry Me a River” lansat de Justin Timberlake, spunând că „În timp ce fostul ei iubit din viața reală își urmărește partenera înșelându-l în clipul lui, [...] Spears adoptă o abordare mai letală.” La 10 februarie 2004, MTV a anunțat faptul că, datorită controverselor legate de spectacolul din pauza meciului de fotbal Super Bowl XXXVIII, în care sânul drept al artistei Janet Jackson a fost expus în direct la televizor, „Toxic” și alte cinci videoclipuri muzicale au fost mutate de la difuzare pe timpul zilei la difuzare pe timpul nopții, în intervalul orar 22:00-6:00. O purtătoare de cuvânt a postului MTV a anunțat faptul că „având în vedere sensibilitatea specială din cultură la momentul actual, vom fi prudenți pe partea de precauție pentru viitorul apropiat.” „Toxic” a fost nominalizat la ediția din 2004 a premiilor MuchMusic Video Awards la categoria „Cel mai bun videoclip internațional al anului”, însă a pierdut în favoarea lui Beyoncé cu „Crazy in Love”. De asemenea, a primit nominalizări la gala din 2004 a premiilor MTV Video Music Awards la categoriile „Cel mai bun videoclip al unei cântărețe”, „Cel mai bun videoclip dance”, „Cel mai bun videoclip pop”, și „Videoclipul anului”, însă le-a pierdut pe toate (Zvonuri răspândite pe forumurile de pe internet susțin că premiile au fost fraudate datorită absenței artistei din acel an). Corey Moss de la MTV a spus că Spears „rămâne Susan Lucci a premiilor VMA.” Supervizorii de efecte speciale, Chris Watts și Bert Yukich, au câștigat un premiu la categoria „Efecte speciale deosebite într-un videoclip muzical” la cea de-a treia gală anuală a premiilor Societății de Efecte Vizuale.
În luna septembrie a anului 2009, „Toxic” a fost votat de către utilizatorii website-ului MUZU TV drept „Cel mai sexy videoclip muzical din toate timpurile”. Clipul a fost, de asemenea, utilizat într-o artă video intitulată Life is Pornography creată de Jubal Brown în 2005. Amy Schriefer de la organizația NPR a observat că în videoclip Spears nu mai încearcă să se desprindă de stilul și imaginea teen pop din anii '90; artista s-a distrat și s-a simțit relaxată, fără a genera niciun fel de controverse stabilite. Videoclipul anime pentru single-ul „Break the Ice” lansat de Spears în anul 2008 a fost bazat pe personajul de super-eroină din „Toxic”, în timp ce videoclipul melodiei „Womanizer” (2008) a fost creat de solistă drept  o continuare a videoclipului piesei „Toxic”. În clipul cântecului „LoveGame” lansat de Lady Gaga în 2009, aceasta a avut o înfățișare încrustată cu diamante, stârnind comparații cu cea din „Toxic”.  În anul 2010, în episodul „Britney/Brittany” din serialul de televiziune Glee personajul Brittany Pierce a dansat într-un costum acoperit de diamante în timpul unei versiuni cover a melodiei „I'm a Slave 4 U”. Într-un sondaj de opinie inițiat de revista Billboard în anul 2011, „Toxic” a fost votat drept al doilea cel mai bun videoclip muzical al anilor 2000, pe primul loc fiind „Bad Romance” (2009) a lui Lady Gaga. Redactorul Jillian Mapes a scris că Spears „a dovedit că poate apărea în orice formă [...] însă rolul ce se păstrează constant de-a lungul clipului cu dans complex: o devoratoare senzuală de bărbați.” Taylor Swift a adus un omagiu pentru Spears în videoclipul piesei „Bad Blood”, având păr roșu la final. Numeroase comparații au fost făcute datorită similarităților.

## Interpretări live

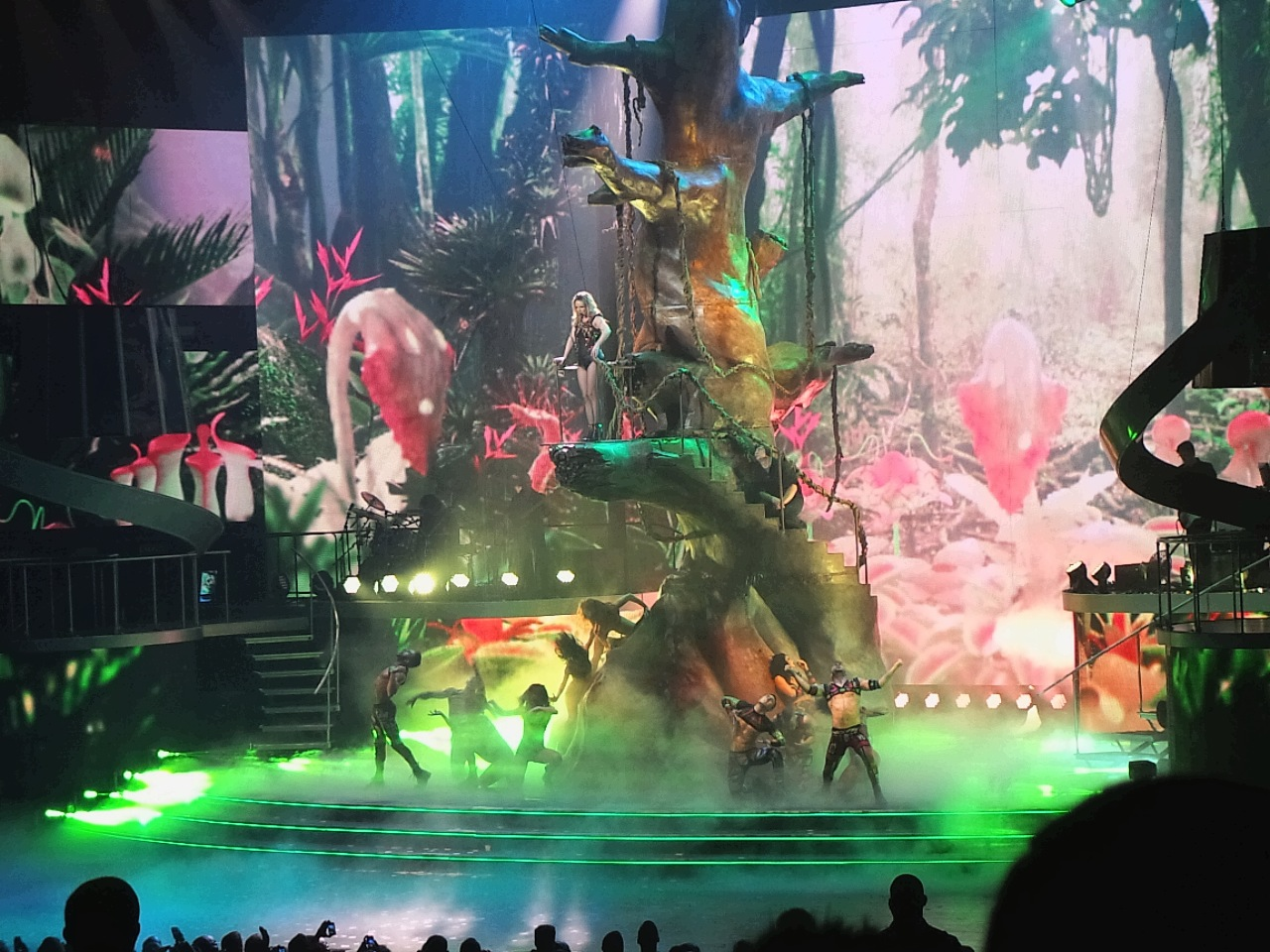
Spears interpretând „Toxic” într-un concert din cadrul spectacolului rezidențial Britney: Piece of Me (2014)

„Toxic” a fost interpretat de Spears într-un concert special intitulat Britney Spears: In the Zone și difuzat pe canalul ABC la 17 noiembrie 2003. De asemenea, artista a fost cap de afiș al concertului Jingle Ball, spectacol organizat la arena Staples Center la 8 decembrie 2003. Single-ul a fost numărul de deschidere, iar Spears a apărut purtând o bluză neagră și o haină de blană. În timp ce coregrafia a fost considerată „erotică”, Corey Moss de la MTV a comentat că efectul a fost redus datorită playback-ulului lui Spears și tehnicianului care a reparat o recuzită în timpul spectacolului. La 24 ianuarie 2004, cântăreața a deschis gala de premii NRJ Music Awards cu o interpretare a piesei „Toxic”. În timpul ceremoniei, ea a prezentat, de asemenea, premiul „NRJ Award of Honor for the Career” acordat Madonnei. Cântecul a fost inclus drept piesa de deschidere a turneului The Onyx Hotel (2004). Înainte de a începe turneul, Spears a spus că se simte nerăbdătoare să interpreteze melodiile „Toxic” și „Everytime”. În urma unei introduceri difuzate pe ecranul uriaș în care a apărut sumar, artista a intrat pe scenă stând în vârful unui autocar și purtând un costum mulat negru. Solista a fost înconjurată de dansatori costumați în angajați, și coloane de lumini LED, sugerând fațada unui hotel extravagant din Vegas Strip. Publicația MTV UK a comentat: „OK, deci ea mai mult mimează decât să cânte «Toxic», [...] Însă la ce vă așteptați având în vedere că interpretează simultan o coregrafie energică, urcă pe scări în mișcare și coboară pe bare de pompier?”.
„Toxic” a fost, de asemenea, ultima melodie cântată în turneul M+M's. În urma piesei „Do Somethin'”, pentru care Spears a purtat un sutien roz, o haină de blană albă și o fustă de blug, solista a încheiat spectacolul cu „Toxic”, fiind acompaniată de patru dansatoare și interpretând într-un stil asemănător Shakirei. În urma interpretării, artista a mulțumit publicului și și-a prezentat dansatoarele. În mod concomitent, piesa a fost inclusă în turneul The Circus Starring Britney Spears (2009). După un antract în care dansatorii și-au expus individual mișcările, scena a fost luminată de reflectoare verzi cu efecte sci-fi, iar cântăreața a apărut pe scenă într-o de bară de cățărat în mișcare. Jerry Shriver de la ziarul USA Today a spus că „preferatul fanilor, «Toxic» [...] a fost un moment reușit deoarece toată atenția a fost exclusiv pe star.” Jane Stevenson de la ziarul Toronto Sun a considerat momentul unul dintre cele mai bune interpretări ale spectacolului, alături de cele pentru single-urile „...Baby One More Time” și „Womanizer”. Revista Screen a relatat: „Punctul culminant al concertului a fost interpretarea consecutivă a două dintre cele mai mari hituri ale lui Britney, «Toxic» și «...Baby One More Time», făcând audiența să izbucnească într-un val de aplauze sălbatice.”
Melodia a fost adăugată în lista cântecelor pentru turneul Femme Fatale din anul 2011. După un antract video în care Spears găsește și capturează hărțuitorul care o urmărea, spectacolul continuă cu o interpretare inspirată de artele marțiale a unei versiuni remix pentru „Toxic”, pentru care Spears a purtat un kimono și s-a luptat cu ninja dansatori. Keith Caufield de la revista Billboard a considerat că interpretarea a fost asemănătoare cu cea a Madonnei pentru piesa „Sky Fits Heaven” din turneul Drowned World (2001). Shirley Halperin de la revista The Hollywood Reporter a opinat că „în timp ce momentele mid-tempo [...] s-au oprit brusc, numerele rapide ca «Womanizer», «I Wanna Go» și «Toxic» au făcut întreaga mulțime să sară într-un loc și să danseze cu mâinile în aer”. August Brown de la ziarul Los Angeles Times a spus că „Singurele punct slabe ale setului au fost modificările sonorice ale melodiilor nelipsite din discografia ei – natura Bollywood de spion-vampir din «Toxic» rămâne cu desăvârșire inovatoare, și nu avea nevoie de o versiune inspirată de Ibiza.” Spears a cântat piesa în timpul ultimului act al spectacolului rezidențial Britney: Piece of Me, organizat în Las Vegas între anii 2013 și 2017. Interpretarea începe cu o variantă de baladă a single-ului „Toxic”, iar artista stă într-un copac uriaș. Înainte ca refrenul să înceapă, cântăreața sare din copac într-un stil asemănător bungee jumping-ului printr-o perdea de apă. Odată ajunsă pe scenă, primele acorduri ale piesei încep, iar spectacolul continuă. La ediția din 2016 a premiilor Billboard Music Awards, „Toxic” a fost piesa de încheiere al potpuriului alcătuit din hiturile lui Spears, interpretată cu o nouă coregrafie. De asemenea, cântecul a fost inclus la concertele din cadrul festivalurilor iHeart Radio Music și Apple Music organizate la 24 septembrie 2016 și, respectiv, 27 septembrie 2016. Interpretările cântecelor „Work Bitch” și „Toxic” din ultimul spectacol al seriei Britney: Piece of Me de pe 31 decembrie 2017 a fost difuzat la emisiunea Dick Clark's New Year's Rockin' Eve difuzată pe canalul ABC, și a înregistrat o audiență record de 25.6 milioane de telespectatori.

## Distincții și recunoașteri
„Toxic” i-a adus lui Spears primul său premiu Grammy, câștigând la categoria „Cea mai bună înregistrare dance” la ediția din 2005 a galei de premii și dobândind astfel credibilitate printre criticii de specialitate. Melodia a câștigat, de asemenea, un premiu la categoria „Most Performed Work” la premiile Ivor Novello din 2004, și a fost clasată pe locul paisprezece în top cincizeci cele mai bune single-uri dintre anii 2000 și 2005, compilat de revista Stylus Magazine. Într-un sondaj de opinie realizat de compania Sony Ericsson în anul 2005, single-ul a fost cotat a doua cea mai preferată melodie a lumii, fiind urma formației Queen cu „We Are the Champions”. Peste 700.000 de oameni din șaizeci de țări diferite și-au exprimat voturile. „Toxic” a fost inclus în lista „500 cele mai bune melodii de după nașterea ta” întocmită de revista Blender. Publicația Pitchfork au listat piesa în top 500 cele mai bune cântece ale anilor 2000. Redactorul Jess Harvell a comentat faptul că Spears are instincte pop substanțiale, iar „Toxic” a demonstrat „modul în care Britney întotdeauna a avut mai multă energie individualistă decât semenii ei, [iar acest lucru este] important atunci când ai de a face cu un tăvălug de producții născocite de Max Martin.”
În anul 2009, NPR a inclus „Toxic” în lista „Cele mai importante înregistrări ale deceniului”. Amy Schriefer a observat faptul că sintetizatoarele au definit sunetul muzicii dance-pop pentru restul deceniului, adăugând că „încă sună nou și futuristic.” „Toxic” este acreditat ca fiind un cântec influent al anilor 2000, introducând un influx de elemente electropop în muzica de consum. Cântecul a fost inclus în numeroase clasamente de final de deceniu alcătuite de publicații prestigioase, și clasat pe locurile: patruzeci și șapte (revista NME), patruzeci și patru (revista Rolling Stone), și șaptesprezece (ziarul The Daily Telegraph). NME a descris „Toxic” drept coloana sonoră a distracției din timpul deceniului, de la „fetițe în discoteci” la „cluburi gay și petreceri ale burlăcițelor”. Pe deasupra, cititorii revistei Rolling Stone au clasat melodia pe locul patru în lista celor mai bune single-uri ale deceniului prin intermediul unui sondaj de opinie. Pitchfork a poziționat cântecul pe locul trei în lista celor mai bune cincizeci de single-uri ale anului 2000, în timp ce Bill Lamb de la website-ul About.com l-a poziționat pe locul douăzeci și șapte în top patruzeci cele mai bune melodii pop din toate timpurile. Evan Sawdey de la revista PopMatters a comentat faptul că „Toxic” este un cântec rar ce transcende limitele impuse de un anumit gen muzical, adăugând că Spears a oferit o melodie care să îi definească moștenirea. În luna mai a anului 2010, Spears a dezvăluit prin intermediul unei postări pe Twitter că „Toxic” este cântecul ei preferat din carieră.

## Preluări în mass-media

### Versiuni cover
„Toxic” a fost interpretat de actorii serialului american Glee într-un episod intitulat „Britney/Brittany” (2010), într-un concert inspirat de Bob Fosse și demarat de personajul Will Schuester. În Statele Unite, versiunea lor a debutat pe locul șaisprezece în ierarhia Hot 100, înregistrând vânzări de 109.000 de exemplare potrivit Nielsen SoundScan. A activat, de asemenea, în clasamentele din Australia, Canada și Irlanda, pe locurile treizeci și șapte, cincisprezece și, respectiv, șaptesprezece. Piesa a fost interpretată și în episodul „100” de către personajele Dianna Agron, Heather Morris și Naya Rivera. Juliet Turner, o cântăreață și textieră originară din Irlanda de Nord, a realizat un cover al melodiei pentru compilația ei din 2004, Even Better Than the Real Thing Vol. 2. În anul 2005, grupul american de muzică folk Chapin Sisters au înregistrat o versiune acustică pentru „Toxic”, fiind ulterior încărcată pe website-ul PerezHilton.com și devenind unul dintre cele mai solicitate cântece ale anului la postul de radio KCRW. Formația rock germană The BossHoss au înregistrat o versiune cover a melodiei pentru albumul lor de debut, Internashville Urban Hymns (2005). Duetul american de muzică rock Local H au cântat „Toxic” pentru albumul lor live, Alive '05 (2005). Instrumentalul cântecului a fost reinterpretat de către formația americană de surf rock, Monsters from Mars. Trupa norvegiană de alternative rock, Hurra Torpedo, a inclus o versiune cover a melodiei pe cel de-al patrulea lor album, Kollossus of Makedonia (2006). Producătorul englez Mark Ronson a înregistrat o variantă hip hop a single-ului, în colaborare cu solistul-textier american Tiggers, și un vers cântat de rapperul american Ol' Dirty Bastard. Înregistrarea a fost inclusă pe cel de-al doilea album de studio a lui Ronson, Version (2007).
Formația engleză de muzică indie rock, Hard-Fi, au realizat un cover al „Toxic” pentru compilația Radio 1 Established (2007). Piesa a fost combinată cu interpretarea formației The Clash a melodiei „Brand New Cadillac”. Cântărețul american Shawn Lee a interpretat o versiune cover pentru albumul său, Shawn Lee's Ping Pong Orchestra (2007). Yael Naïm, o solistă-textieră israelian-franceză, a inclus o versiune de pian a cântecului pe albumul ei de debut eponim (2007). Grupul britanic de muzică electronică, Metronomy, au lansat o variantă cover ce a fost descrisă drept „ceva desprins dintr-un amestec între «Weird Al» Yankovic și polcă, lăsând gluma la o parte”. Artista israeliană Shiri Maimon a înregistrat o versiune a piesei „Toxic” în limba ebraică. Comediantul american Richard Cheese a înregistrat o variantă cover pentru cel de-al optulea său album, Viva la Vodka (2009). Formația americană de post-hardcore, A Static Lullaby, a inclus un cover pe compilația Punk Goes Pop 2 (2009). Un videoclip muzical a fost, de asemenea, lansat, și include numeroase sosii ale lui Spears purtând ținute din clipuri precum „...Baby One More Time” și „Womanizer”.
O versiune cover a fost realizată de Christopher Dallman, un cântăreț și textier american, și inclus pe EP-ul său intitulat Sad Britney și lansat la 9 noiembrie 2009. Materialul include și interpretări ale melodiilor „...Baby One More Time”, „Gimme More” și „Radar”. Grupul american Nickel Creek au cântat „Toxic” la ediția din 2006 a festivalului muzical Bonnaroo. Cântăreața australiană Kate Miller-Heidke a realizat o versiune opera-pop pentru campania de lansare a unui telefon mobil organizată în Sydney în luna august a anului 2007. Solista a dedicat momentul către Spears, adăugând: „Ea trece printr-o perioadă cam grea în acest moment. [...] Aste e pentru tine, colega.” Solista-textieră Ingrid Michaelson a interpretat „Toxic” în concerte din cadrul turneului Everybody (2010). Versiunea lui Michaelson se încheie cu ea și trupa ei interpretând coregrafia originală a lui Spears. Trupa Selena Gomez & the Scene a interpretat un omagiu pentru Spears în turneul We Own the Night (2011). Potpuriul a fost alcătuit din hituri precum „...Baby One More Time”, „(You Drive Me) Crazy”, „Oops!... I Did It Again”, „I'm a Slave 4 U” și „Toxic”, mixate în mod asemănător cu mixajul realizat de Chris Cox inclus pe discul Greatest Hits: My Prerogative. De asemenea, formația a interpretat o variantă cover a melodiei „Hold It Against Me”. În timpul debutului la emisiunea The Voice, cântăreața americană Melanie Martinez a interpretat „Toxic” în timp ce a cântat la chitară acustică și la o tamburină cu piciorul. Trei dintre jurați, Adam Levine, Cee Lo Green și Blake Shelton, au apăsat butonul „Te vreau”. În anul 2014, David J a realizat o versiune a piesei „Toxic” împreună cu Sasha Grey. La 2 decembrie 2016, Madonna a cântat melodia în timpul unui concert transmis prin Facebook Live..

### Mostre și mixaje
MTV a creat un mixaj între „Toxic” și „Faint”, single-ul formației de nu metal Linkin Park. De asemenea, un fragment din cântec a fost preluat de rapper-ul american Tony Yayo pentru piesa „Love My Style” (2005), precum și de către rapper-ul britanic Example pentru melodia „Toxic Breath” (2006). Versiunea cover interpretată de Yael Naïm a fost preluată de rapper-ul Mick Jenkins, originar din Chicago, pentru cântecul „Jazz”, produs de OnGaud.

### Apariții în coloane sonore
În episodul „Sfârșitul lumii” din 2005 al serialului de televiziune Doctor Who, personajul Cassandra descoperă un tonomat antic ce redă „Toxic” drept un exemplu de „baladă tradițională” de acum cinci miliarde de ani. Revista NME a relatat că includerea piesei a marcat impactul cultural al acesteia. În filmul Un pic însărcinată din 2007, single-ul a fost difuzat în timp ce Seth Rogen și Paul Rudd călătoreau spre Las Vegas. Regizorul Judd Apatow a explicat că, în mod inițial, el a încercat să folosească „Toxic” în filmul Virgin la 40 de ani (2005), în scena în care Leslie Mann conduce în stare de ebrietate. Melodia a fost, de asemenea, inclusă în filmul Tu, din nou! (2010).

## Ordinea pieselor pe disc și formate
| - CD single distribuit în Europa 1. „Toxic” (Versiunea de pe album) — 3:19 2. „Toxic” (Instrumental) — 3:19 - CD single distribuit în Germania 1. „Toxic” — 3:21 2. „Me Against the Music” (LP Version / Video Mix) — 3:44 - CD maxi single distribuit în Australia și Europa 1. „Toxic” (Versiunea de pe album) — 3:21 2. „Toxic” (Album Instrumental) — 3:19 3. „Toxic” (Bloodshy & Avant's Intoxicated Remix) — 5:35 4. „Toxic” (Armand Van Helden Remix Edit) — 6:25 - CD maxi single distribuit în Japonia 1. „Toxic” (Versiunea de pe album) — 3:21 2. „Toxic” (Album Instrumental) — 3:19 3. „Toxic” (Bloodshy & Avant Remix) — 5:35 4. „Me Against the Music” (Gabriel & Dresden Radio Edit) — 3:38 | - CD maxi single distribuit în Regatul Unit 1. „Toxic” (Versiunea de pe album) — 3:21 2. „Toxic” (Lenny Bertoldo Mix Show Edit) — 5:46 3. „Toxic” (Armand Van Helden Remix Edit) — 6:25 4. „Toxic” (Felix Da Housecat's Club Mix) — 7:09 5. „Toxic” (Album Mix Instrumental) — 3:19 - DVD single 1. „Toxic” — 3:21 2. „In the Zone Special” — 4:50 3. „Toxic” (Lenny Bertoldo Mix Show Edit) — 5:46 - Vinil 12" distribuit în Regatul Unit 1. „Toxic” — 3:21 2. „Toxic” (Felix Da Housecat's Club Mix) — 7:09 3. „Toxic” (Armand Van Helden Remix – Edit) — 6:25 4. „Toxic” (Lenny Bertoldo Mix Show Edit) — 5:46 - Vinil 12" distribuit în Statele Unite 1. „Toxic” (Armand Van Helden Remix) — 9:34 2. „Toxic” (Felix Da Housecat's Club Mix) — 7:09 3. „Toxic” (Lenny Bertoldo Mix Show Edit) — 5:46 |

## Acreditări și personal
Persoanele care au lucrat la acest cântec sunt preluate de pe broșura albumului In the Zone.
Înregistrare și impresariat
- Înregistrat la Studiourile Murlyn, (Stockholm, Suedia) și Studiourile Record Plant (Hollywood, California)
- Mixat la Studioul Khabang (Stockholm, Suedia)
- Masterizat la Sterling Sound (New York City, New York)
- Colgems-EMI Music Incorporated, EMI Music Publishing Ltd. și Murlyn Songs AB, administrate de Universal-Polygram Int. Publishing Incorporated

Personnel
| - Britney Spears – voce principală și acompaniament vocal - Cathy Dennis – textier și acompaniament vocal - Henrik Jonback – textier, chitară - Bloodshy & Avant – textier, producție, aranjamente, instrumente muzicale, programare, montaj digital - Steve Lunt – aranjamente - Janson & Janson – dirijor coarde, aranjare coarde | - Stockholm Session Strings - coarde „Bollywood” - Thomas Lindberg – bas - Emma Holmgren – acompaniament vocal - BlackCell – acompaniament vocal - Niklas Flyckt – mixaj audio - J. D. Andrew – asistent inginer de sunet - Jonas Östman - asistent inginer de sunet |

## Prezența în clasamente
| Țară (clasament 2004)                           | Poziția maximă | Referință |
| ----------------------------------------------- | -------------- | --------- |
| Australia (ARIA)                                | 1              | [ 129 ]   |
| Austria (Ö3 Austria Top 40)                     | 5              | [ 130 ]   |
| Belgia (Ultratop 50 Flandra)                    | 6              | [ 131 ]   |
| Belgia (Ultratop 50 Valonia)                    | 6              | [ 132 ]   |
| Brazilia (ABPD)                                 | 1              | [ 133 ]   |
| Canada (Canadian Hot 100)                       | 1              | [ 38 ]    |
| Cehia (IFPI)                                    | 1              | [ 49 ]    |
| Danemarca (Tracklist)                           | 4              | [ 134 ]   |
| Elveția (Swiss Hitparade)                       | 4              | [ 135 ]   |
| Europa (European Hot 100 Singles)               | 1              | [ 49 ]    |
| Finlanda (Suomen virallinen lista)              | 8              | [ 136 ]   |
| Franța (SNEP)                                   | 3              | [ 137 ]   |
| Germania (Official German Charts)               | 4              | [ 138 ]   |
| Grecia (IFPI Grecia)                            | 1              | [ 139 ]   |
| Irlanda (IRMA)                                  | 1              | [ 50 ]    |
| Italia (FIMI)                                   | 4              | [ 140 ]   |
| Noua Zeelandă (RMNZ)                            | 2              | [ 141 ]   |
| Norvegia (VG-lista)                             | 1              | [ 142 ]   |
| Olanda (Dutch Top 40)                           | 4              | [ 50 ]    |
| Olanda (Single Top 100)                         | 6              | [ 143 ]   |
| Portugalia (AFP)                                | 1              | [ 144 ]   |
| Regatul Unit (UK Singles Chart)                 | 1              | [ 145 ]   |
| România (Romanian Top 100)                      | 4              | [ 46 ]    |
| Rusia (Top Radio Hits)                          | 6              | [ 146 ]   |
| Scoția (OCC)                                    | 1              | [ 147 ]   |
| Spania (PROMUSICAE)                             | 5              | [ 49 ]    |
| Suedia (Sverigetopplistan)                      | 2              | [ 148 ]   |
| Statele Unite ale Americii (Billboard Hot 100)  | 9              | [ 149 ]   |
| Statele Unite ale Americii (Hot Digital Tracks) | 1              | [ 150 ]   |
| Statele Unite ale Americii (Dance Club Songs)   | 1              | [ 151 ]   |
| Statele Unite ale Americii (Mainstream Top 40)  | 1              | [ 152 ]   |
| Statele Unite ale Americii (Rhytmic)            | 16             | [ 153 ]   |
| Ungaria (Mahasz)                                | 1              | [ 48 ]    |

| Țară (clasament 2004)                          | Poziția maximă | Referință |
| ---------------------------------------------- | -------------- | --------- |
| Australia (ARIA)                               | 38             | [ 154 ]   |
| Austria (Ö3 Austria Top 40)                    | 11             | [ 155 ]   |
| Belgia (Ultratop 50 Flandra)                   | 33             | [ 156 ]   |
| Belgia (Ultratop 50 Valonia)                   | 27             | [ 157 ]   |
| Elveția (Swiss Hitparade)                      | 17             | [ 158 ]   |
| Franța (SNEP)                                  | 28             | [ 159 ]   |
| Germania (Official German Charts)              | 37             | [ 160 ]   |
| Irlanda (IRMA)                                 | 7              | [ 161 ]   |
| Italia (FIMI)                                  | 10             | [ 162 ]   |
| Noua Zeelandă (RMNZ)                           | 10             | [ 163 ]   |
| Olanda (Single Top 100)                        | 16             | [ 164 ]   |
| Portugalia (AFP)                               | 2              | [ 165 ]   |
| Regatul Unit (UK Singles Chart)                | 9              | [ 166 ]   |
| România (Romanian Top 100)                     | 27             | [ 167 ]   |
| Suedia (Sverigetopplistan)                     | 22             | [ 168 ]   |
| Statele Unite ale Americii (Billboard Hot 100) | 48             | [ 169 ]   |
| Ungaria (Mahasz)                               | 13             | [ 170 ]   |

| Țară (clasament) | Poziția maximă | Referință |
| ---------------- | -------------- | --------- |
| Italia (FIMI)    | 200            | [ 171 ]   |

## Vânzări și certificări
| \| Țara \| Vânzări/ puncte \| Certificare \| Referințe \| \| --------------------------------- \| --------------- \| ----------- \| ---------- \| \| Australia (ARIA) \| +70.000 \| \| [172] \| \| Danemarca (IFPI Danemarca) \| +45.000 \| \| [173] \| \| Franța (SNEP) \| +125.000 \| \| [174] \| \| Italia (FIMI) \| +25.000 \| \| [175] \| \| Japonia (RIAJ) \| +100.000 \| \| [176] \| \| Noua Zeelandă (RMNZ) \| +5.000 \| \| [177] \| \| Norvegia (IFPI Norvegia) \| +10.000 \| \| [178] \| \| Regatul Unit (BPI) \| +740.000 \| \| [179][180] \| \| Suedia (GLF) \| +10.000 \| \| [181] \| \| Statele Unite ale Americii (RIAA) \| +2.300.000 \| \| [182][183] \| | Note - reprezintă „disc de argint”; - reprezintă „disc de aur”; - reprezintă „disc de platină”. |             |                 |
| Țara | Vânzări/ puncte                                                                                 | Certificare | Referințe       |
| Australia (ARIA) | +70.000                                                                                         |             | [ 172 ]         |
| Danemarca (IFPI Danemarca) | +45.000                                                                                         |             | [ 173 ]         |
| Franța (SNEP) | +125.000                                                                                        |             | [ 174 ]         |
| Italia (FIMI) | +25.000                                                                                         |             | [ 175 ]         |
| Japonia (RIAJ) | +100.000                                                                                        |             | [ 176 ]         |
| Noua Zeelandă (RMNZ) | +5.000                                                                                          |             | [ 177 ]         |
| Norvegia (IFPI Norvegia) | +10.000                                                                                         |             | [ 178 ]         |
| Regatul Unit (BPI) | +740.000                                                                                        |             | [ 179 ] [ 180 ] |
| Suedia (GLF) | +10.000                                                                                         |             | [ 181 ]         |
| Statele Unite ale Americii (RIAA) | +2.300.000                                                                                      |             | [ 182 ] [ 183 ] |

## Datele lansărilor
| Țară                       | Dată             | Format                           | Casă de discuri | Ref.    |
| -------------------------- | ---------------- | -------------------------------- | --------------- | ------- |
| Statele Unite ale Americii | 13 ianuarie 2004 | Difuzare radio format CHR/Top 40 | Jive            | [ 184 ] |
| Uniunea Europeană          | 13 ianuarie 2004 | CD single                        | Universal Music |         |
| Japonia                    | 28 ianuarie 2004 | CD single                        | Sony            | [ 185 ] |
| Germania                   | 9 februarie 2004 | CD single                        | Sony            | [ 186 ] |
| Regatul Unit               | 1 martie 2004    | CD single                        | RCA             | [ 187 ] |
| Regatul Unit               | 1 martie 2004    | Vinil 12"                        | RCA             | [ 188 ] |
| Germania                   | 22 martie 2004   | CD single                        | Sony            | [ 189 ] |